# Mátyás Pásztor
Mátyás Pásztor (Budapest, 20 febbraio 1987) è un pallanuotista ungherese, vincitore di una medaglia di bronzo a Tokyo 2020.
Con lo Szolnok ottiene due secondi posti in campionato (2013, 2014) e un secondo posto in Coppa d'Ungheria (2012).